# Пащенко Ганна Семенівна
Га́нна Семе́нівна Па́щенко (нар. 7 жовтня 1939, Краснопілля) — українська акторка театру, Народна артистка України.

## Кар'єра
Закінчила театральну студію при Київському українському драматичному театрі ім. І. Франка (1959). Акторка Волинського музично-драматичного театру (1959–1965), Рівненського (1965–1971), Ніжинського та Чернігівського театрів (1972–1998). Виконала понад 200 ролей.